# Statens teaterhøgskole
Statens teaterhøgskole (staatstheaterhogeschool) is een hogeschool in Oslo, Noorwegen.

## Geschiedenis
De school werd in 1953 opgericht als een driejarige theateropleiding, onder de naam Statens teaterskole. De school kreeg het statuut hogeschool in 1982. Het is een van de drie Noorse instellingen die op hogeschoolniveau acteurs voor theater opleidt en de enige die regisseurs opleidt.
In 1996 werd de hogeschool onderdeel van de Kunsthøgskolen i Oslo (KHiO).